# Cedry Małe
Cedry Małe [pronunciación en polaco: /ˈt͡sɛdrɨ ˈmawɛ/] (en alemán: Klein Zünder) es un pueblo ubicado en el distrito administrativo de Gmina Cedry Wielkie, dentro del Condado de Gdańsk, Voivodato de Pomerania, en Polonia del norte. Se encuentra aproximadamente a 4 kilómetros al norte de Cedry Wielkie, a 15 kilómetros al este de Pruszcz Gdański, y a 19 kilómetros al sureste de la capital regional Gdańsk.
El pueblo tiene una población de 927 habitantes.